# Diego Arias Dávila
Diego Arias Dávila (1400 ? – 1466) fue un político y noble español judeo-converso que estuvo al servicio de Juan II de Castilla y de su hijo Enrique IV de Castilla, ocupando diversos cargos palatinos, entre los que destaca el de contador mayor del rey. Fue además, señor de Puñonrostro, Alcobendas, Villaflor, Casasola, San Agustín de Guadalix, Pedrezuela y Villalba.
Fue padre de Pedro Arias Dávila "el Valiente", destacado militar y progenitor de los condes de Puñonrostro, y de Juan Arias Dávila, obispo de Segovia e introductor de la Imprenta en España.

## Filiación y primeros años
Nacido en la ciudad de Ávila hacia el año 1400, fue hijo de Gonzalo Arias de Argüello (test. Ávila, 1442) y de Violante Abenazar González de Ávila (o González Dávila). La opción más consensuada entre los historiadores actuales es que nació en el seno del judaísmo, y fue convertido al cristianismo cuando contaba entre seis y siete años, habiéndose llamado Isaque Abenacar.
La introducción del personaje en la corte se produce gracias a la intercesión de Álvaro de Luna, Condestable de Castilla, quien lo recomendó en la casa de Juan de Silva y Meneses, conde de Cifuentes, alférez mayor de Castilla y embajador de Juan II de Castilla ante el Concilio de Basilea, siendo nombrado en 1435 mayordomo de su casa. Dos años más tarde obtuvo el oficio de regidor de Segovia por el estado noble, y en 1440 asistió como procurador por la misma ciudad y junto a Alfonso González de la Hoz, secretario del entonces príncipe Enrique (futuro Enrique IV) al sínodo de la Diócesis de Segovia celebrado en la villa de Turégano por su obispo Lope de Barrientos.

## Ascenso y carrera en la corte
Una vez establecida su posición en la política de la ciudad, y conocida su persona en la corte a través del conde de Cifuentes, no tardaría en llegar su ascenso en la corte real. De esta manera, el 7 de marzo de 1443 Juan II de Castilla expedía un albalá por el que le nombraba escribano de cámara, con un sueldo anual de 3.000 maravedíes. Las mercedes reales continuaron, y el entonces príncipe de Asturias don Enrique, accede a su petición y le declara hijodalgo de solar conocido. Finalmente, en 1445 el rey vuelve a concederle la escribanía de cámara, junto con la secretaría de la misma, que le son confirmadas por el mismo monarca nuevamente en 1447. 
La valía que hubo de mostrar en el ejercicio de sus funciones como secretario y escribano empezaron a ser recompensadas con cargos de mayor importancia, y ya en 1450 aparece por primera vez como contador mayor de la casa del príncipe Enrique. Además, su influencia en la corte pronto hizo que su familia participase del ascenso, y el propio príncipe otorgó una provisión el 12 de febrero de 1453 designando a su hijo primogénito Pedro Arias Dávila "el Valiente" para ocupar la vacante dejada por el padre en la regiduría de Segovia. Diego habría de ser después regidor de Madrid y Toledo, y el 6 de abril del mismo año el rey le concedió el monopolio de las carnicerías, dirigiéndose a él como "mi contador mayor e secretario del príncipe", siendo la última merced que habría de concederle el rey antes de su propio fallecimiento, acaecido en Valladolid el 22 de julio de 1454.
Llevaba menos de dos meses en el trono el rey Enrique, al que Diego había servido, cuando comenzaron las nuevas concesiones. El 6 de septiembre le nombra mediante real provisión, su secretario y escribano mayor de los privilegios y confirmaciones, oficio que debía compartir con el relator Fernando Díaz de Toledo, con Andrés González de la Cadena y con Juan Sánchez Zurbano, veedor y concertador de los privilegios y mercedes que había de confirmar el rey por muerte de su padre. Sin duda este inacabable goteo de mercedes le situó junto a los grandes protagonistas del reino, y en 1457 firma una confederación de ayuda y defensa mutua con el rey, Alonso de Fonseca, arzobispo de Sevilla, Pedro Girón, maestre de la Orden de Calatrava, Álvaro de Zúñiga y Guzmán, justicia mayor y II conde de Plasencia, Juan Pacheco, mayordomo mayor y marqués de Villena, y Alonso Pimentel y Enríquez, III conde de Benavente.
La familia más cercana continuó recibiendo mercedes y prebendas, siendo Juan Arias Dávila uno de los más beneficiados. En 1455 es nombrado capellán del rey, en 1458 obtuvo los cargos de oidor de la Real Audiencia y Chancillería de Valladolid, protonotario apostólico y abad de Froncea (despoblado de la provincia de Burgos). Dos años más tarde ocupaba los cargos de deán de la catedral de Segovia y canónigo de Burgos, Córdoba, Salamanca y Sevilla. Finalmente, en 1461 cuando contaba con 24 años de edad, y a petición de Enrique IV, el papa Pío II le nombró obispo de Segovia, cargo que no pudo ocupar hasta cuatro años después debido a su edad, siendo al principio únicamente administrador de la diócesis. Por su parte, el primogénito también recibió su parte, y los procuradores asistentes a las Cortes de Toledo de 1462 dirigieron un escrito al rey solicitándole que fuese perpetua la merced de la contaduría mayor a Pedro Arias Dávila, para cuando su padre falleciese considerando la persona e grandes méritos del dicho Diego Arias y del dicho Pedrarias. También el hermano de Diego, llamado Francisco Arias Dávila, fue beneficiado de las mercedes reales, y  el 13 de septiembre de 1458 estando el rey en Segovia le concedió una escribanía de cámara.
Al parecer, falleció en Segovia el 1 de enero de 1466, aunque pudo sobrevivir a dicha fecha, apartado totalmente de la política.

## Mecenazgo y patrimonio
En la época en la que fue nombrado regidor de Segovia, hacia mediados del siglo XV, momento en que su fortuna comenzaba a crecer cómodamente, decidió edificar el palacio familiar, del que se conserva en la actualidad la Torre de los Arias Dávila, una torre albarrana mudéjar decorada con el característico esgrafiado segoviano, que se libró de la remodelación del palacio que llevó a cabo el conde de Puñonrostro con posterioridad.
El 28 de septiembre de 1460, otorga la escritura de fundación del mayorazgo de Puñonrostro en favor de su hijo primogénito, Pedro Arias Dávila. Además, en 1461 fundó el hospital de San Antonio de los Peregrinos de Segovia. El 20 de este mismo mes, Enrique IV extiende la carta de privilegio y confirmación aprobando la fundación del hospital. El 10 de diciembre se ratifica por Diego Arias y el comendador del monasterio de la Merced, la escritura de patronazgo por la que se erige la capilla mayor de éste como lugar de enterramiento de los Arias Dávila y su linaje.

## Matrimonios y descendencia
Contrajo matrimonio en tres ocasiones, la primera con Juana Rodríguez, de cuya vida no se sabe nada. En segundas nupcias casó con Elvira González (+ hacia 1463), de ascendencia judía, quien alrededor de 1456 participó económicamente en la construcción de la Sinagoga del Campo, de Segovia, que fue su compañera vital y madre de sus hijos. Una vez fallecida doña Elvira, en 1465 contrajo tercer y último matrimonio con María Palomeque. Fueron hijos de Diego Arias Dávila en su segunda mujer:
- Pedro Arias Dávila "el Valiente" (n. 1430), destacado por sus hazañas militares junto a Enrique IV y a Isabel la Católica, también ocupó cargos en la corte, sucediendo a su padre en varios oficios. Falleció en la defensa de Madrid de 1476, y fue padre de Juan Arias Dávila, primer conde de Puñonrostro.

- Isabel Arias Dávila (después de 1430 – 1472), casada en Segovia con Gómez González de la Hoz, regidor de la ciudad, dejando amplia descendencia.

- Juan Arias Dávila (h. 1436 – 1497) obispo de Segovia, protonotario apostólico y del Consejo Real de Enrique IV de Castilla y los Reyes Católicos. Fue un mecenas de las artes y las letras y está considerado el introductor de la imprenta en España.